# James Oberg

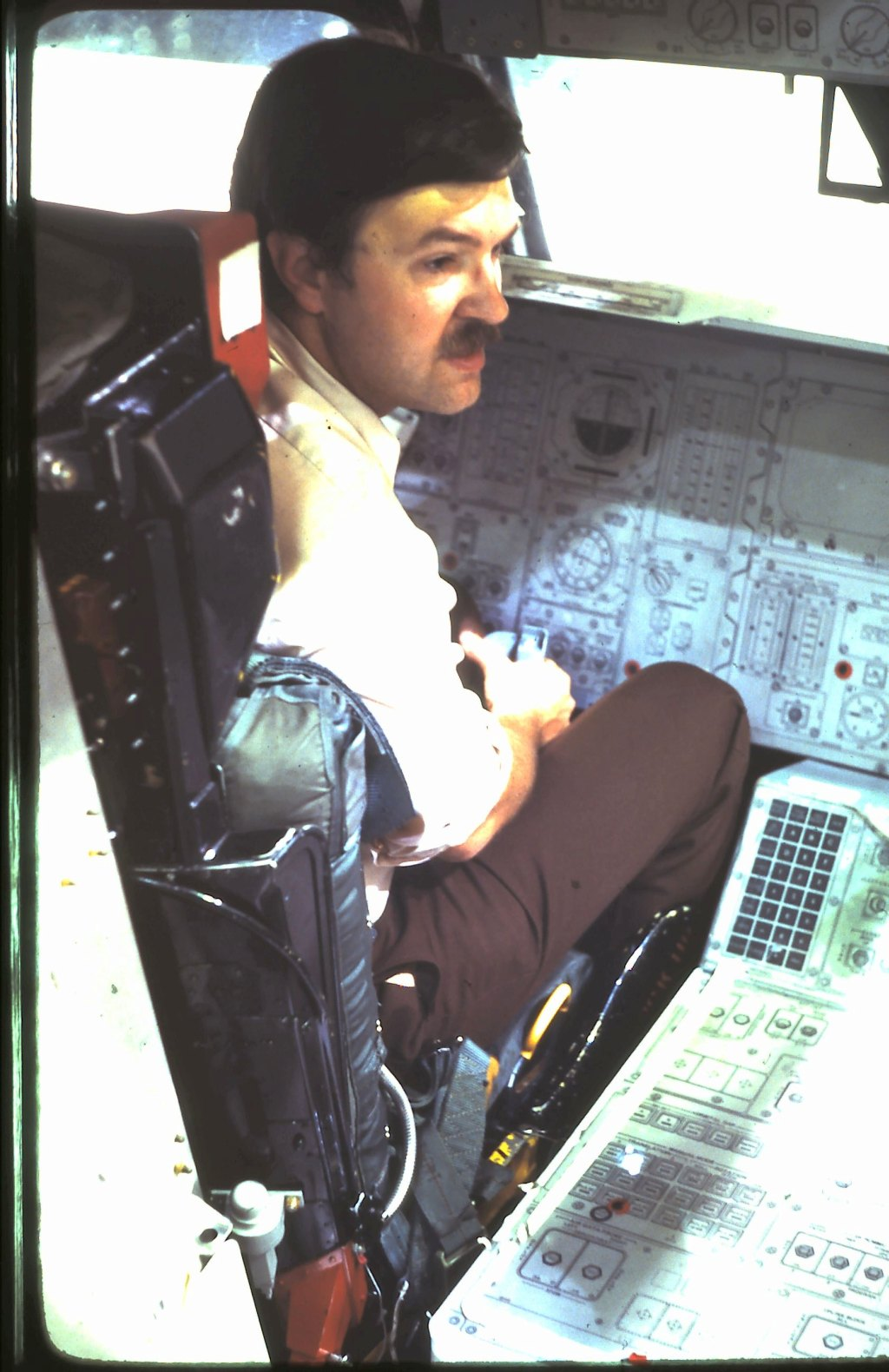
Oberg no Johnson Space Center em 1978.

James Edward Oberg (nascido em 7 de novembro de 1944), também conhecido como Jim Oberg, é um jornalista espacial Norte americano e historiador, tido como um especialista nos programa espaciais russo e chinês.